# Пикадили линија
Пикадили линија је линија лондонског метроа дубоког нивоа која пролази између запада и севера Лондона. Има две западне гране које се деле у Ектон Тауну и опслужује 53 станице. Линија служи аеродрому Хитроу, а неке од његових станица су у близини туристичких атракција у централном Лондону као што су Пикадили серкус и Бакингемска палата. Дистрикт и Метрополитан линије деле неке делове пруге са Пикадили линијом. Одштампано тамно плавом бојом на мапи подземне железнице, то је шеста најпрометнија линија.
Станице у центру Лондона су обновљене како би се обезбедио већи обим путничког саобраћаја. Да би се припремиле за Други светски рат, неке станице су биле опремљене склоништима и основним садржајима, а друге протупровалним зидовима. Изградња линије Викторија, чија је прва деоница отворена 1968., помогла је да се смањи гужва на линији Пикадили; неки делови Пикадилија морали су да буду преусмерени за међуплатформску размену са новом линијом. Направљено је неколико планова да се продужи линија Пикадили да би опслуживала аеродром Хитроу. Најраније одобрење је дато 1967. године, а продужетак Хитроу је отворен у фазама између 1975. и 1977. Ово је служило само терминалима 2 и 3 и некадашњем терминалу 1. Линија је поново продужена два пута, до Терминала 4 преко петље 1986. и до Терминала 5 директно са главне терминалне станице 2008.

## Траса
Пикадили линија је северозападна линија дуга 73,97 км, са две западне гране које се раздвајају у Ектон Тауну, опслужујући 53 станице. На северном крају, Кокфостерс је терминал са три колосека са четири платформе, а линија се простире на површинском нивоу до јужно од Оуквуда. Станица Саутгејт је у тунелу, са тунелским порталима на северу и југу. Због разлике у терену, вијадукт води пруге кроз Арнос Парк до Арнос гроува. Линија се затим спушта у тунеле са две цеви, пролазећи кроз Вуд Грин, Финсбери парк и централни Лондон. Централна област садржи станице у близини туристичких атракција, као што су Лондонски транспортни музеј, Хародс, Бакингемска палата и Пикадили серкус. Тунел од 15,3 км завршава се источно од Баронс корта, где се линија наставља на запад, паралелно са линијом Дистрикт, до Ектон Тауна. Летећи чвор, који је у употреби од 10. фебруара 1910., раздваја возове који иду до огранка Хитроу од гране Аксбриџ.

## Архитектура
Већина станица са дубоким нивоом отворених у првој фази између Финсбери парка и Хамерсмита изграђена је по дизајну Леслија Грина.  Састојао се од двоспратних зграда са челичним оквирима, обложених тамноцрвеним застакљеним блоковима теракоте, са широким полукружним прозорима на горњем спрату. Станице Earl's Court и Barons Court изграђене су од црвене цигле коју је направио Хари Вортон Форд,  са полукружним прозорима на другом нивоу и уграђеним називима железница које су саобраћале кроз станицу. Обе станичне зграде су уврштене на листу II степена, и овај пројекат зграде у првој заменио је дрвену зграду колибе.  
Проширење линије према западу и северу 1930-их имало је нове станице које је дизајнирао Чарлс Холден. Ови дизајни су инспирисани модерном архитектуром виђеном на путовању у неколико европских земаља 1930. 
Станице у централном Лондону су модернизоване. Грин Парк је добио ново склониште на јужном улазу; билетарница за продају карата на Пикадили серкусу је померена испод нивоа улице. Обе ове измене је дизајнирао Холден,  при чему је сала за продају карата ове друге станице са уметничким делом у част Френка Пика додата 2016.   Грин Парк је такође изграђен са новим улазом, који има челичне оквире. 